# Castillo de Buñol
Castillo de Buñol är ett slott i Spanien.   Det ligger i provinsen Província de València och regionen Valencia, i den östra delen av landet, 270 km öster om huvudstaden Madrid. Castillo de Buñol ligger 357 meter över havet.
Terrängen runt Castillo de Buñol är kuperad åt nordväst, men åt sydost är den platt. Runt Castillo de Buñol är det ganska tätbefolkat, med 54 invånare per kvadratkilometer. Närmaste större samhälle är Buñol, 0,71 km öster om Castillo de Buñol. Omgivningarna runt Castillo de Buñol är i huvudsak ett öppet busklandskap.